# Łoznica (gmina)
Łoznica (bułg. Община Лозница)  − gmina w północno-wschodniej Bułgarii, w obwodzie Razgrad.

## Miejscowości
Miejscowości wchodzące w skład gminy Łoznica:
- Beli Łom (bułg.: Бели Лом),
- Czudomir (bułg.: Чудомир),
- Gorocwet (bułg.: Гороцвет),
- Gradina (bułg.: Градина),
- Kamenar (bułg.: Каменар),
- Krojacz (bułg.: Крояч),
- Łowsko (bułg.: Ловско),
- Łoznica (bułg.: Лозница) - stolica gminy,
- Manastirci (bułg.: Манастирци),
- Manastirsko (bułg.: Манастирско),
- Sejdoł (bułg.: Сейдол),
- Sinja woda (bułg.: Синя вода),
- Studenec (bułg.: Студенец),
- Trapiszte (bułg.: Трапище),
- Trybacz (bułg.: Тръбач),
- Weselina (bułg.: Веселина).